# Edward Toms
Edward James Toms (ur. 11 grudnia 1899 w Uxbridge, zm. 2 stycznia 1971 w Wareham) – brytyjski lekkoatleta (sprinter), medalista olimpijski z 1924.
Na igrzyskach olimpijskich w 1924 w Paryżu zdobył brązowy medal w sztafecie 4 × 400 metrów za zespołami Stanów Zjednoczonych i Szwecji (sztafeta brytyjska biegła w składzie: Toms, George Renwick, Richard Ripley i Guy Butler). Na tych samych igrzyskach Toms startował również w biegu na 400 metrów, dochodząc do ćwierćfinału.
Był mistrzem Anglii (AAA) w biegu na 440 jardów w 1924.
Podczas igrzysk olimpijskich w Paryżu poprawił rekord Wielkiej Brytanii w sztafecie 4 × 400 metrów, uzyskując czas 3:17,4. Był również rekordzistą Wielkiej Brytanii w sztafecie 4 × 440 jardów z czasem 3:18,2.